# Stora Transåssjön
Stora Transåssjön är en sjö i Borås kommun i Västergötland och ingår i Viskans huvudavrinningsområde. Sjön är 7 meter djup, har en yta på 0,0829 kvadratkilometer och befinner sig 143,2 meter över havet.

## Delavrinningsområde
Stora Transåssjön ingår i det delavrinningsområde (640129-133151) som SMHI kallar för Mynnar i Viskan. Medelhöjden är 224 meter över havet och ytan är 53,88 kvadratkilometer. Det finns inga avrinningsområden uppströms utan avrinningsområdet är högsta punkten. Lillån som avvattnar avrinningsområdet har biflödesordning 2, vilket innebär att vattnet flödar genom totalt 2 vattendrag innan det når havet efter 90 kilometer. Avrinningsområdet består mestadels av skog (59 %). Avrinningsområdet har 0,08 kvadratkilometer vattenytor vilket ger det en sjöprocent på 0,1 %. Bebyggelsen i området täcker en yta av 13,16 kvadratkilometer eller 24 % av avrinningsområdet.